# ماساکی همی
ماساکی همی (انگلیسی: Masaki Hemmi؛ زادهٔ ۱۴ اوت ۱۹۸۶) بازیکن فوتبال اهل ژاپن است.